# Meister des Heiligenbluter Veronikaaltars

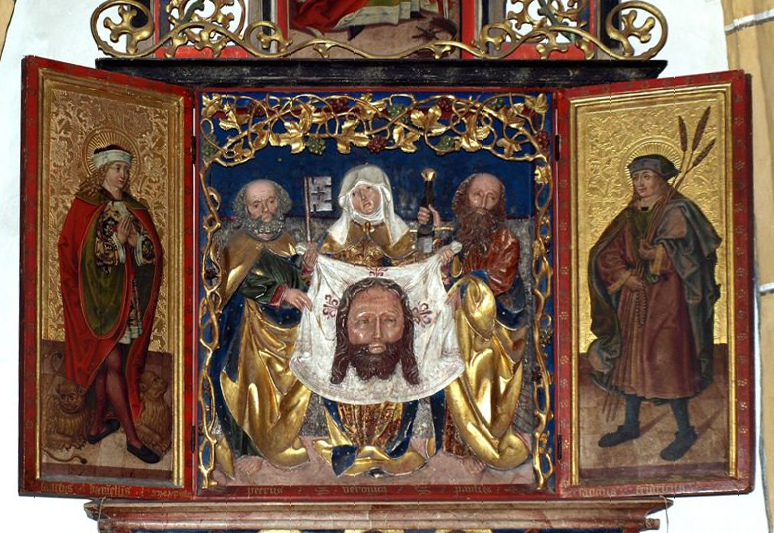
Heiligenblut, Pfarrkirche, Veronikaaltar, um 1500

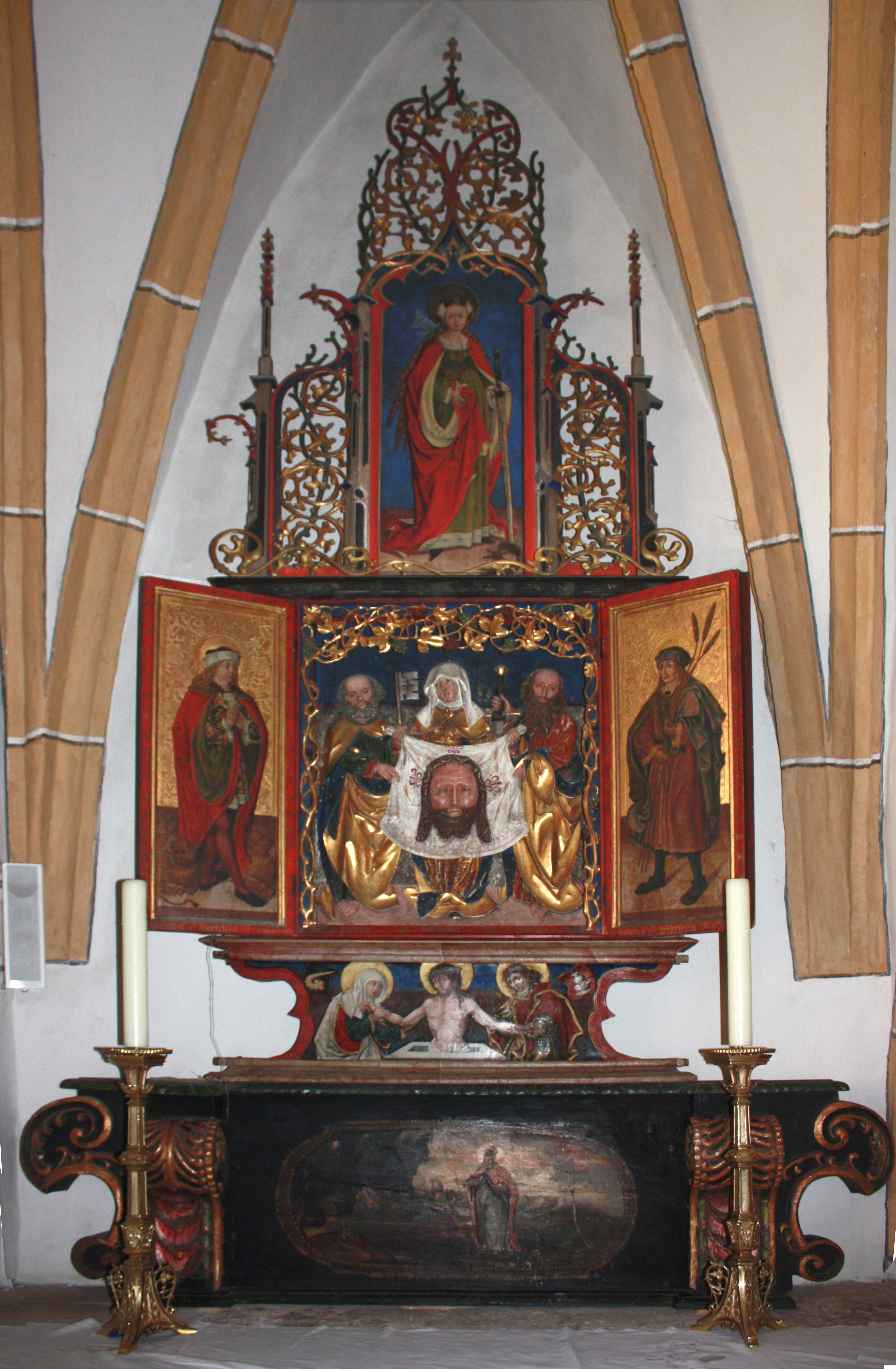
Heiligenblut, Pfarrkirche, Veronikaaltar, um 1500

Als Meister des Heiligenbluter Veronikaaltars oder Maler des Heiligenbluter Veronikaaltars wird in der Kunstgeschichte der spätmittelalterliche Maler bezeichnet, der die Bilder zum Veronikaaltar in der Pfarrkirche Heiligenblut im Ort Heiligenblut in Kärnten in Österreich gemalt hat.
Der Meister kam wahrscheinlich aus Brixen und war in der Region um Kärnten wohl zwischen 1490 und 1530 tätig. Seine Bilder zum Veronikaaltar sind ein Beispiel eines Kunstwerkes aus der Region Kärnten, die sich in der Friedenszeit nach 1500 am Ende einer Periode von Türkeneinfällen in Kärnten, Bauernaufständen und dem Ungarnkrieg vor allem in Villach zu einem Zentrum der Tafelmalerei entwickelt hatte. Der Meister des Heiligenbluter Veronikaaltars hat in dieser Zeit der steigenden Nachfrage nach Flügelaltären wahrscheinlich noch an anderen Werken der Region mitgewirkt.
In geöffnetem Zustand zeigt der Veronikaaltar in Heiligenblut in der Mitte ein geschnitztes Hochrelief der heiligen Veronika mit dem Schweißtuch. Das Schnitzwerk stammt von einem anderen Künstler, wahrscheinlich wie damals oft üblich der Hauptauftragsnehmer, eine Bildschnitzer- und Schreinerwerkstatt, die Rahmen und Schrein des Altars zu gestalten hatte und den Maler der Flügel auf Rechnung als Subunternehmer anstellte.
Der Veronikaaltar in Heiligenblut wurde 1491 von dem Villacher Ehepaar Blasius und Apolonia Lazerin gestiftet; auf die Außenflügel sind der heilige Blasius und die heilige Apollonia, die Namenspatrone der Stifter, gemalt und im geschlossenen Zustand des Altars zu sehen. Im oberen großformatigen Bild des Altars ist die heilige Katharina von Alexandrien dargestellt. Die Malereien der Predella zeigen den Schmerzensmann mit Maria und dem  Apostel Johannes.
Ist der Altar geöffnet, so zeigt in der Mitte die heilige Veronika das Schweißtuch, rechts und links unterstützt von den ebenfalls geschnitzten Figuren der Apostel Petrus und Paulus. Auf den Innenseiten der Flügel hat der Meister des Heiligenbluter Veronikaaltars links den Propheten Daniel mit Löwen und rechts Brictius mit dessen Attribut, drei Ähren, vor filigran verzierten goldenem Hintergrund gemalt. Alle Figuren sind wie zur Zeit der Entstehung des Altars üblich in der damaligen Kleidung dargestellt.
Wegen seiner Stifter wird der Altar manchmal Lazarinischer Veronikaaltar genannt. Er steht heute auf der Orgelempore im linken Seitenschiff der Kirche in Heiligenblut und ist in der Regel geöffnet zu sehen.